# 卡斯塔尼奥德尔罗夫莱多
卡斯塔尼奥德尔罗夫莱多，是西班牙安达卢西亚自治区韦尔瓦省的一个市镇。总面积13平方公里，总人口194人（2001年），人口密度15人/平方公里。